# Весёлое (Восточно-Казахстанская область)
Веселое (каз. Веселое) — село в Глубоковском районе Восточно-Казахстанской области Казахстана. Входит в состав Фрунзенского сельского округа. Код КАТО — 634067200.

## Население
В 1999 году население села составляло 105 человек (55 мужчин и 50 женщин). По данным переписи 2009 года, в селе проживало 56 человек (30 мужчин и 26 женщин).